# یوکاری مانو
یوکاری مانو (انگلیسی: Yukari Mano؛ زادهٔ ۴ مارس ۱۹۹۴) بازیکن هاکی روی چمن زن اهل ژاپن است.